# Malachan Indian Reserve 11
Malachan Indian Reserve 11 (franska: Réserve indienne Malachan 11) är ett reservat i Kanada.   Det ligger i Cowichan Valley Regional District och provinsen British Columbia, i den sydvästra delen av landet, 3 700 km väster om huvudstaden Ottawa. Malachan Indian Reserve 11 ligger vid sjön Nitinat Lake.
I omgivningarna runt Malachan Indian Reserve 11 växer i huvudsak barrskog. Trakten runt Malachan Indian Reserve 11 är nära nog obefolkad, med mindre än två invånare per kvadratkilometer.